# Elisabeth Demleitner
Elisabeth Demleitner   (Kochel am See, 23 de setembre de 1952) és una corredora de luge alemanya, ja retirada, que va competir sota bandera de la República Federal Alemanya durant la dècada de 1970. Durant la seva carrera esportiva va prendre part en tres edicions dels Jocs Olímpics d'Hivern. El 1976, als Jocs d'Innsbruck, va guanyar la medalla de bronze en la prova individual del programa de luge. El 1972 i 1980 finalitzà en quarta posició en la mateixa prova.
En el seu palmarès també destaquen una medalla d'or, dues de plata i una de bronze al Campionat del món de luge i dues d'or i una de plata al Campionat d'Europa.